# Fruchtlagerung

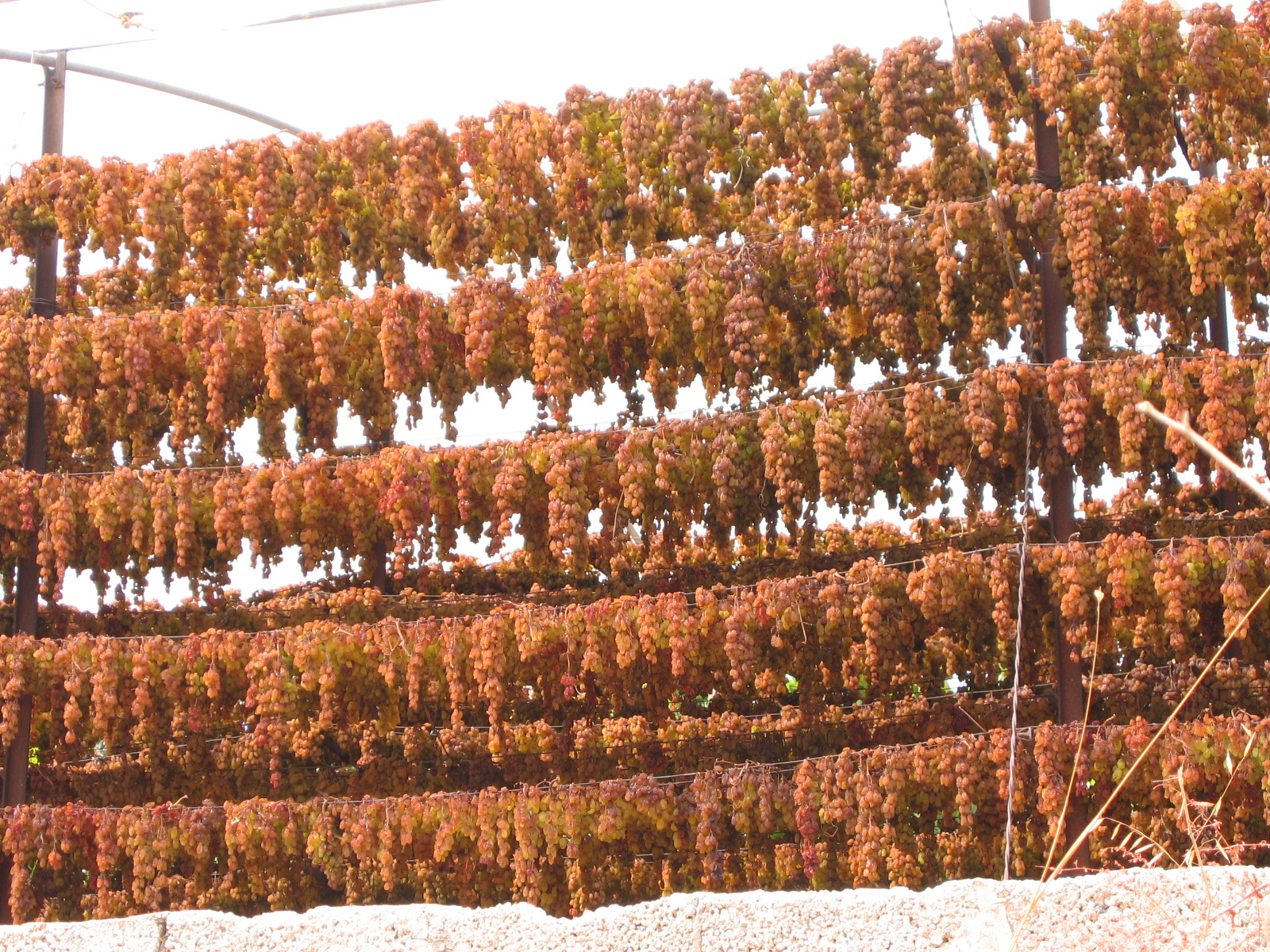
Aus Weintrauben werden Rosinen

Als Fruchtlagerung bezeichnet man die geeignete Einlagerung von Früchten, um eine lange Haltbarkeit zu gewähren. Im Zuge der fortschreitenden Technik wurden die Methoden stetig optimiert.

## Einführung
Die ursprünglichen Methoden der Konservierung zur langfristigen Aufbewahrung von verderblichen Nahrungsmitteln sind Trocknen, Einsalzen, Sterilisieren und Räuchern, die auch heute noch bei Fleisch, Fisch und einigen Früchten angewendet werden. Obst und Gemüse wurde außerdem in Erdmieten und Kellern feucht und kühl gehalten. Die Lagerdauer war abhängig von der Haltbarkeit, d. h. vom Stoffwechsel der Güter und von den Lagerbedingungen. Einige der alten Methoden werden heute noch in teilweise traditioneller Form angewendet, da sich aus dem Haltbarmachen weitere Schritte der Veredelung von Lebensmitteln entwickelt haben wie Räucherschinken, Salzgurken oder Rosinen.

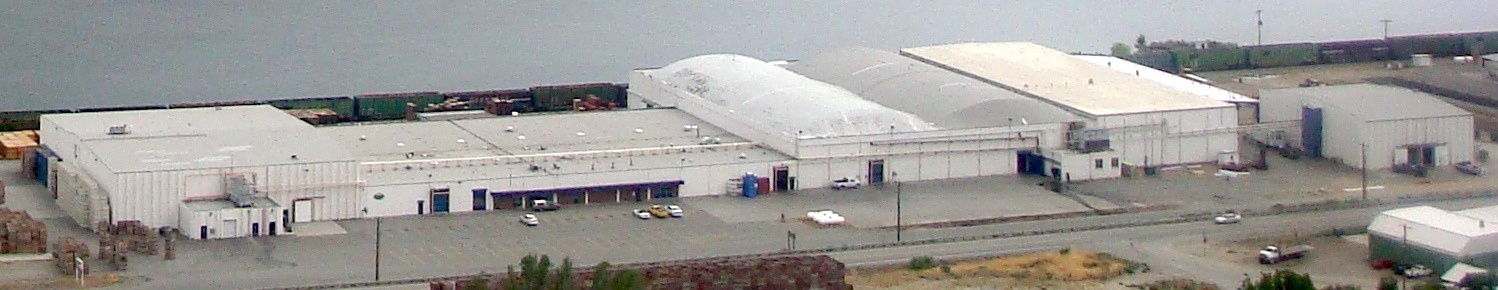
CA-Kühllager und Packhaus für Äpfel und Birnen in Pateros, Washington, USA

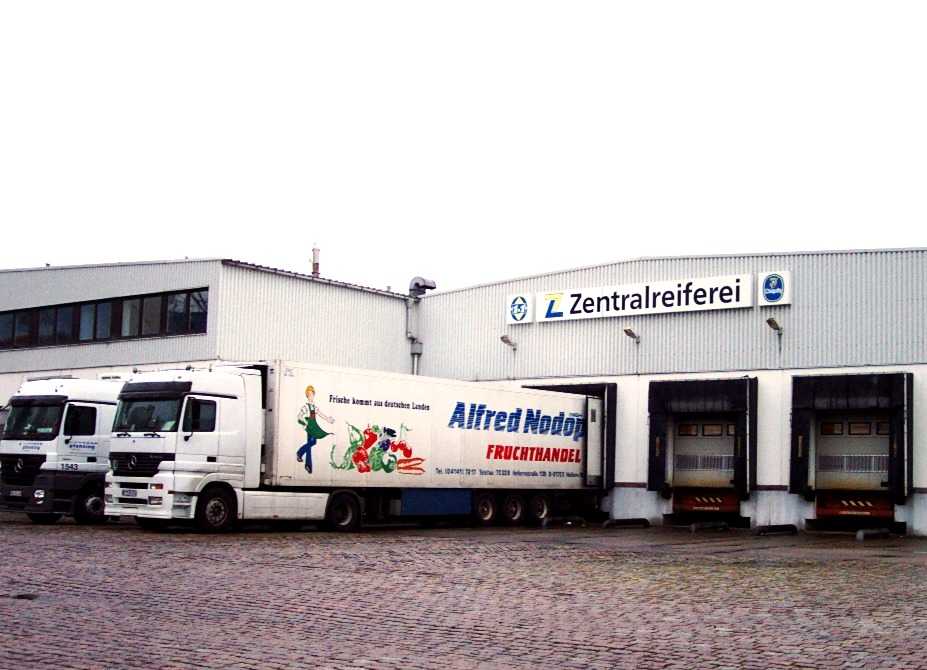
Bananenreiferei in Bremerhaven

## Kühlhaus
Kühlhäuser oder Tiefkühltruhen mit mechanischer Kälteerzeugung sind die Nachfolger der Eiskeller, die mit Natureis gekühlt wurden. Tief gekühlte Lebensmittel lassen sich damit über lange Zeiträume aufbewahren. Bei Lebensmitteln wie frischem Obst und Gemüse ist dies schwieriger, da sie beim Unterschreiten arttypischer Temperaturen leiden und oft ungenießbar werden. Daher können sie nur kurze Zeit gelagert oder transportiert werden. Besonders schwierig ist die Lagerung von klimakterischem Obst und Gemüse. Hier gibt es zwei Reifestadien, die Pflückreife und die Essreife. Bekannte Vertreter sind z. B. Birnen, Bananen und Avocados.
Eine längere Lagerdauer ist durch die Reduzierung des Stoffwechsels bei hoher Luftfeuchtigkeit und Temperaturabsenkung bis zur arttypischen unteren Temperatur möglich. Werden außerdem der Sauerstoff- und der Kohlendioxidgehalt der Umgebungsatmosphäre beeinflusst, kann die Lagerdauer weiter verlängert werden. Wird nur einer der beiden Größen optimiert, spricht man von einseitiger Lagerung (Modified  Atmosphere MA), werden beide Größen optimiert von zweiseitiger Lagerung (Controlled Atmosphere CA). Anfangs sprach man auch von ein- oder zweiseitiger Gaslagerung. Voraussetzung für diese Lagertechnologien sind neben den Kühleinrichtungen gasdichte Lager und technische Einrichtungen zur Stickstofferzeugung, Kohlendioxidabfuhr und entsprechende Mess- und Regeltechnik.

## MA oder CA - Kühllagerung

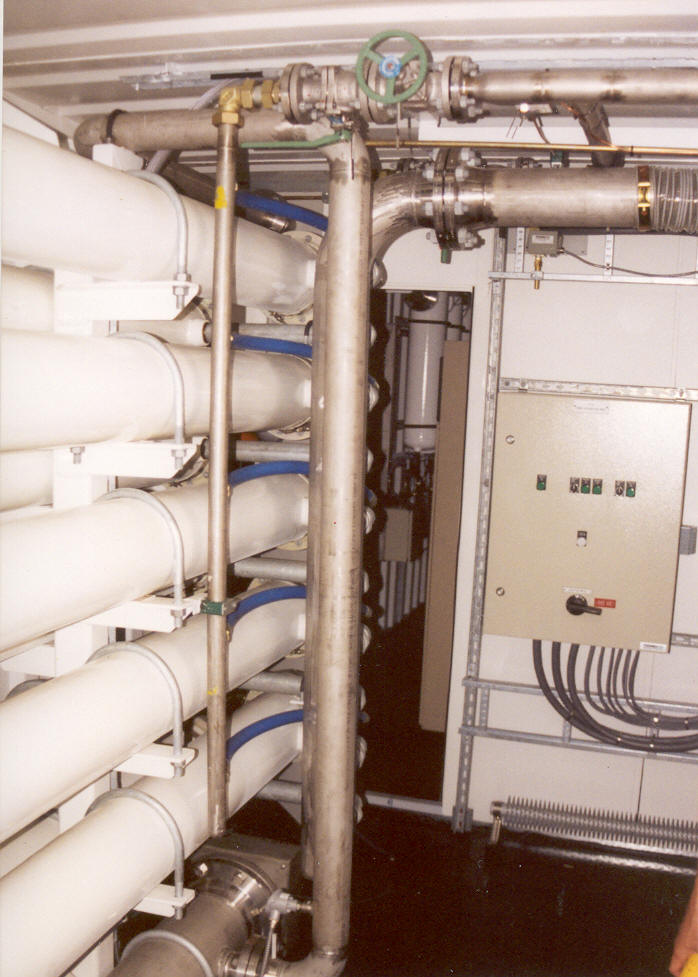
Links befinden sich die Membranen zur Stickstofferzeugung

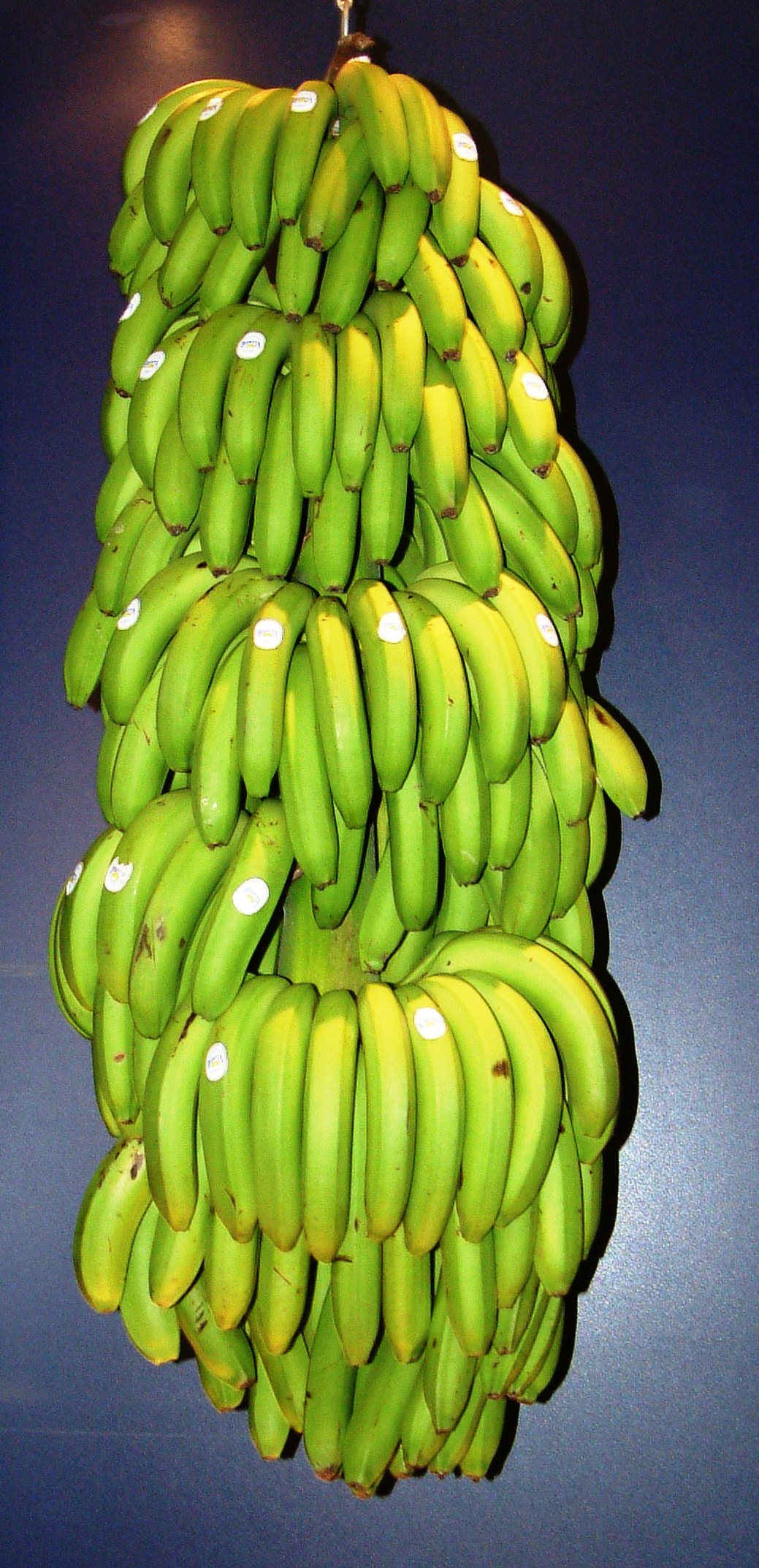
Staude mit erntereifen Bananen

Die Controlled Atmosphere (CA) ist eine Lagertechnik, über die Historiker berichten, dass sie vor einigen tausend Jahren in China und Ägypten zur Vorratswirtschaft in großen Speichern angewendet wurde. Dabei wurde der Sauerstoffgehalt (O2) in der Atmosphäre der Lagerräume durch natürliche Verfahren abgesenkt und der Kohlendioxidgehalt (CO2) erhöht, wodurch sich die Haltbarkeit der Güter verlängerte und Vorratsschädlinge getötet wurden bzw. in ihrer Aktivität und Fortpflanzung begrenzt wurden.
Diese Lagertechnologie wurde im 20. Jahrhundert mit unterschiedlichen technischen Methoden wie katalytische Verbrennung, durch Druckwechselanlagen (Pressure Swing Absorption, PSA), Membrantechnik,  O2 - Scrubber und  Ethylenkonverter weiterentwickelt, verbessert und  mit Maschinenkühllagern kombiniert. Seit den 1950er Jahren verbreitete sie sich in Deutschland schnell. Damit sind bei einigen Frucht- und Gemüsesorten extrem lange Lager- bzw. Transportzeiten ermöglicht worden; ein limitierender Faktor kann der Energiepreis (z. B. Strompreis) sein.
Die Erfahrungen in der CA-Lagerung, Versuche der Obstbauversuchsanstalten und die Fortschritte in der Gasmesstechnologie haben zur ULO-Lagerung (ULO = Ultra Low Oxygen) geführt. Der Sauerstoffgehalt der Lageratmosphäre wird sehr stark reduziert; auch der optimale Kohlendioxidgehalt wird genau eingehalten.
So wird z. B. der überwiegende Teil der deutschen Ernte von Tafeläpfeln unter CA gelagert; dies ermöglicht eine lange Versorgung der Bevölkerung.

## CA-Technologie im Transport
Etwa die Hälfte der nach Deutschland importierten Bananen wird mit dieser Methode vorwiegend in CA-Kühlschiffen, aber auch in CA-Kühlcontainern transportiert. Die grünen Bananen wandeln erst in Deutschland in so genannten Reifehäusern die Stärke in Zucker um und erhalten dabei ihre gelbe Farbe. Auch in anderen Bereichen des Fruchttransports, wie z. B. Äpfel aus Neuseeland, Kirschen, Pflaumen, Avocado, Papaya und Mango aus Südamerika, wird CA angewendet. Derzeit untersucht man, welche Schnittblumenarten sich künftig mit dieser Transporttechnologie auf Schiffen statt in Flugzeugen importieren lassen.
Die bedeutenden vertikal strukturierten Bananengesellschaften Chiquita (Great White Fleet), Dole und Noboa (Ecuadorian Lines), die auf ihren Kühlschiff-Flotten die CA in großem Umfang anwenden, haben auch andere Gesellschaften von den Vorteilen dieser Transporttechnologie überzeugt. Zum Teil direkt, da es besonders unter dem Einfluss der europäischen Bananenmarktordnung immer wieder zur Arbeitsteilung unter den verschiedenen Gesellschaften kam. Dabei wurden dann auch Bananen unter CA in den modernen Kühlschiffen der Great White Fleet oder Ecuadorian Lines für andere  Gesellschaften transportiert. Die geringe Ausschussrate (Turner) und die hervorragende Qualität der Früchte sprachen für sich. Die Endkunden sind über die Lager- und Transportmethode selten informiert. In Deutschland zum Beispiel wird mit den Vorteilen "Unter CA gelagert" oder „Unter CA transportiert“ nicht geworben.